# Dimitris Koutsoumbas

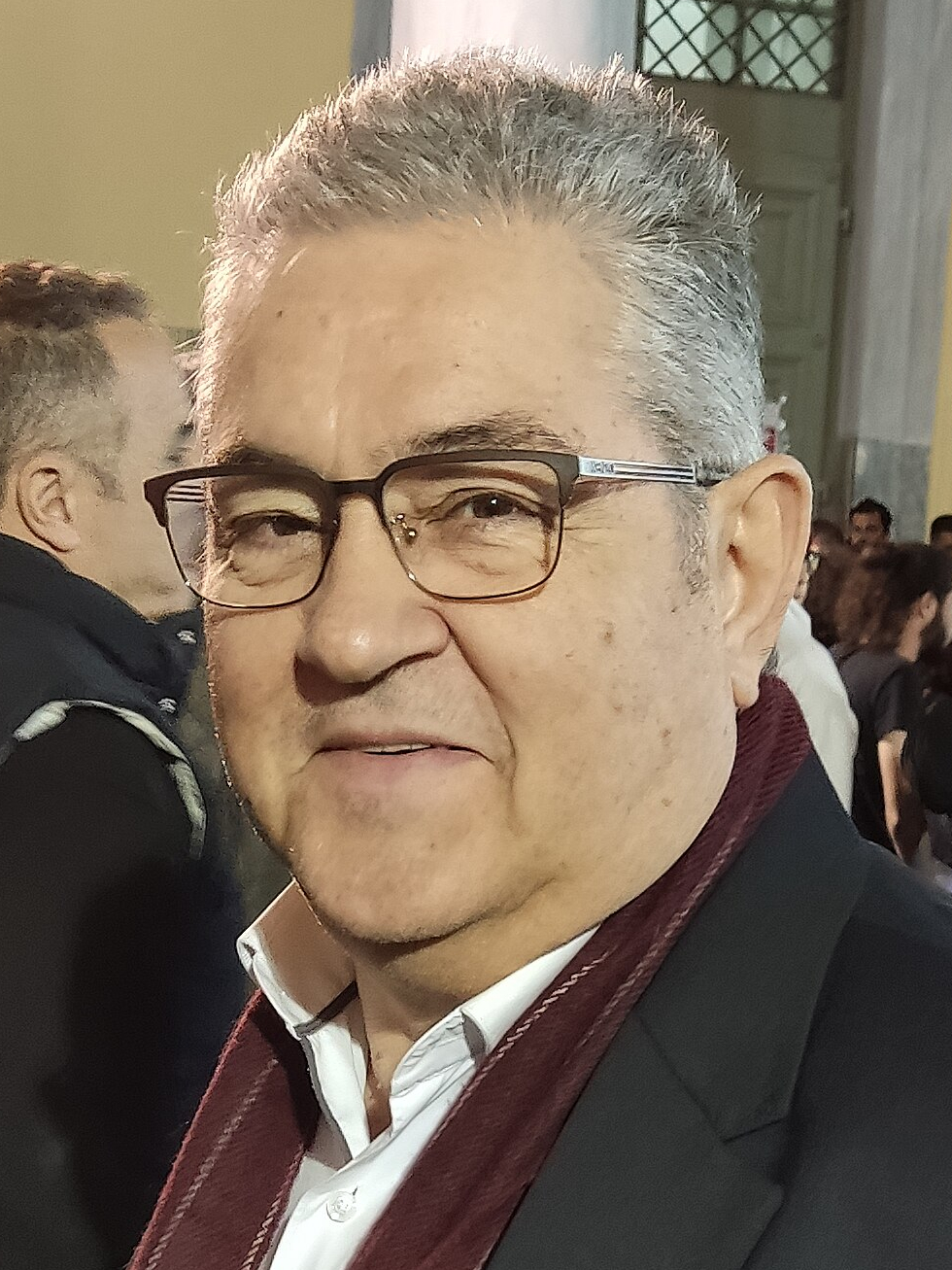
Dimitris Koutsoumbas (2023)

Dimitris Koutsoumbas (griechisch Δημήτρης Κουτσούμπας, * 10. August 1955 in Lamia) ist ein kommunistischer griechischer Politiker. Er ist seit April 2013 Generalsekretär der Kommunistischen Partei Griechenlands KKE.

## Biografie
Koutsoumbas trat der Jugendorganisation der kommunistischen Partei während der Diktatur  bei, als er an der Juristischen Fakultät der Universität Athen studierte. Parteimitglied wurde er 1974. 1987 wurde er in das Zentralkomitee gewählt. Seit 1991 war er Mitglied des Politbüros und zehn Jahre lang für die Parteizeitung Rizospastis verantwortlich. Im Jahr 2009 wurde er zum Sekretär und im April 2013 als Nachfolger von Aleka Papariga zum Generalsekretär der Partei gewählt. Er ist verheiratet und hat eine Tochter.